# Quebrada Emero
Quebrada Emero är ett periodiskt vattendrag i Bolivia.   Det ligger i departementet La Paz, i den nordvästra delen av landet, 700 km norr om huvudstaden Sucre.
Trakten runt Quebrada Emero består huvudsakligen av våtmarker. Runt Quebrada Emero är det mycket glesbefolkat, med 2 invånare per kvadratkilometer.